# Three to Tango
Three to Tango är en amerikansk film (dramakomedi) från 1999, regisserad av Damon Santostefano.

## Synopsis
En rik affärsman får för sig att hans nya kollega är homosexuell, och det leder till att han vågar be kollegan att hålla ett öga på sin älskarinna. Men mannen är inte gay och börjar själv falla för kvinnan.

## Rollista (i urval)
- Matthew Perry - Oscar Novak
- Neve Campbell - Amy Post
- Dylan McDermott - Charles Newman
- Oliver Platt - Peter Steinberg